# Personal shopper
Een personal shopper is iemand die zich bezighoudt met het in opdracht winkelen ("shoppen") voor anderen. Veelal betreft dit kleding en accessoires maar ook voor andere artikelen kan men een personal shopper inhuren.
In de meeste gevallen werkt een personal shopper met een uurtarief en begint men met een intakegesprek waar maten, stijl en voorkeuren worden besproken. Vervolgens gaat de personal shopper winkelen. Tot slot worden de aangeschafte producten afgeleverd, eventueel gepast en wordt advies gegeven over bijvoorbeeld stijl en combinatiemogelijkheden.